# Materials Docents en Xarxa
Materials Docents en Xarxa és un repositori cooperatiu que conté materials i recursos digitals realitzats pels cursos de les universitats que hi participen. D'una banda serveix per augmentar la visibilitat i la difusió de la producció docent, tot contribuint a la innovació educativa, i d'altra banda a facilitar l'accés lliure al coneixement. Creat el 2009, és un projecte d'universitats catalanes i del Consorci de Serveis Universitaris de Catalunya.
El repositori funciona amb el programa de codi lliure DSpace i el protocol d'interoperabilitat de l'Open Archives Initiative, fet que permet incrementar la visibilitat dels documents, en oferir-se conjuntament amb altres repositoris internacionals.
Els objectius d'MDX són facilitar la gestió i l'ús de materials i objectes docents en un servidor comú, crear un arxiu electrònic segur de materials docents amb un accés senzill i ràpid per facilitar-ne l'ús a qualsevol moment, afegir valor als materials recollits amb elements com la direcció permanent, les citacions normalitzades o les estadístiques de consulta, vetllar a assegurar la perdurabilitat dels materials i potenciar-ne la publicació i l'edició en suport electrònic.
Les universitats participants són la Universitat de Barcelona, la Universitat Autònoma de Barcelona, la Universitat Politècnica de Catalunya, la Universitat Pompeu Fabra, la Universitat de Girona, la Universitat de Lleida, la Universitat Rovira i Virgili, la Universitat Oberta de Catalunya, la Universitat de Vic - Universitat Central de Catalunya i la Universitat Jaume I.